# Рабочая неделя
Рабочая неделя — установленная трудовым законодательством продолжительность работы в течение календарной недели.

## Россия

### Российская империя
В дореволюционной России до конца XIX века рабочее время законом не ограничивалось и достигало 14—16 часов в сутки.
2 июня 1897 года принят закон «О продолжительности и распределении рабочего времени в заведениях фабрично-заводской промышленности», которым введено ограничение времени рабочего дня на фабриках и заводах 11,5 часов для мужчин, а в случае работы в ночное время, а также в субботу и перед праздниками — 10 часов, для женщин и детей — 10 часов при шести рабочих днях в неделю. Отпуск не предусматривался. Закон не ограничивал сверхурочные работы, что сводило на нет ограничение продолжительности рабочего дня. Ограничение рабочего дня распространялось только на постоянных промышленных рабочих, работавших по найму на фабриках, заводах и предприятиях горной промышленности с числом рабочих, превышающим 20 человек.
Во втором издании «Малого энциклопедического словаря Брокгауза и Ефрона» (1907—1909) отмечалось, что в большинстве фабрик продолжительность рабочего дня составляла 11 — 12 часов, а в 5 % не превышало 9 — 10 часов.
При этом фактическая продолжительность рабочего дня получила тенденцию к снижению. С. Г. Струмилин писал:

Средний номинальный рабочий год русского фабрично-заводского предприятия по массовому обследованию 1900 г. … составлял всего 264 рабочих дня. На праздники, стало быть, приходилось до 101 дня. За время мировой войны 1914—1916 гг. рабочий год предприятий у нас, по-видимому, несколько увеличился. По массовым данным Москвотопа для центральнопромышленных губерний он достигал в 1914 г. 268, в 1915 г. — 271 и в 1916 г. — 276 дней, в среднем 272 дня, стало быть, на праздники в эти годы падает на круг около 93 дней. <…>
Средний рабочий день фабрично-заводских рабочих в России без сверхурочных составлял, по имеющимся статистическим данным, для всей России в 1904 г. 10,5 час., в 1905 г. — 10, в 1913 г. — 9,7 часа. <…> для Петроградской губернии мы имеем в 1914 г. 9,5 часа, в 1916 — 9,3 часа. Для всей центральной области по данным Москвотопа в 1916 г., получаем опять-таки ту же цифру — 9,3 часа в день Эту норму можно принять за среднюю перед революцией. 

### Советская Россия и Союз ССР
После Октябрьской революции 29 октября (11 ноября) 1917 года вышел декрет Совета народных комиссаров «О восьмичасовом рабочем дне». Декрет установил, что рабочее время не должно превышать 8 рабочих часов в сутки и 48 часов в неделю.

После Октябрьской революции по нормам советского законодательства рабочий год увеличен до 300 дней. Число легальных праздников, таким образом, составляет около 65 в год. Фактически же празднуют у нас за последнее время ещё меньше.
<…>

Октябрьская революция декларировала 8-часовой рабочий день <…> В 1918 г. рабочий день <…> колебался из месяца в месяц от 7,9 до 8,2 часа <…> Таким образом <…> мы можем отметить сокращение нормального рабочего дня с 9,3 до 8 час.— С. Г. Струмилин
В 1928—1933 годах осуществлён переход к 7-часовому рабочему дню. В начале 1930-х годов введён шестидневный цикл — рабочая пятидневка при шестом выходном не была ориентирована на календарную неделю. Выходной день приходился на 6-е, 12, 18, 24 и 30-е числа каждого месяца, а в марте — ещё и на 1-е число (при этом 31-е числа считались дополнительными рабочими днями).
В 1940 году вышел указ Президиума Верховного Совета СССР о переходе на восьмичасовой рабочий день при семидневной рабочей неделе и о запрещении самовольного ухода рабочих и служащих из государственных, кооперативных и общественных предприятий и учреждений. Рабочая неделя составляла 48 часов, имела шесть рабочих дней и один выходной в воскресенье.
В 1956 году Указом Президиума Верховного Совета СССР продолжительность рабочего дня рабочих и служащих в предвыходные и предпраздничные дни сокращалась на 2 часа и составляла 6 часов. Первая «короткая» суббота пришлась на 10 марта 1956 года. Рабочая неделя составляла 46 часов.
7 мая 1960 года был принят Закон СССР «О завершении перевода в 1960 году всех рабочих и служащих на семи- и шестичасовой рабочий день». Законом устанавливался для всех рабочих и служащих рабочий день продолжительностью не более семи часов, а для рабочих ведущих профессий, занятых на подземных работах, — не более шести часов.
Из текста Закона: «Решениями XXI съезда КПСС намечено завершить в 1960 году перевод рабочих и служащих на семичасовой рабочий день, а рабочих ведущих профессий, занятых на подземных работах, — на шестичасовой рабочий день, полностью осуществить в 1962 году перевод рабочих и служащих на 40-часовую рабочую неделю и с 1964 года приступить к постепенному переводу их на 30 — 35-часовую рабочую неделю. В результате этого в СССР будет самый короткий в мире рабочий день и самая короткая рабочая неделя, что является величайшим завоеванием советского народа, отражающим коренные преимущества социалистического общества».
7 марта 1967 года постановлением ЦК КПСС, Совета министров СССР и ВЦСПС введена пятидневная рабочая неделя с двумя выходными днями и продолжительностью до 42 часов.
Статья 42 КЗоТ РСФСР 1971 года устанавливала 41-часовую рабочую неделю.
В 1977 году 41‑часовую рабочую неделю закрепила Конституция СССР.
Закон РСФСР от 19 апреля 1991 года «О повышении социальных гарантий для трудящихся» установил продолжительность рабочего времени не более 40 часов в неделю. Данная норма была внесена в ст. 42 гл. IV КЗоТ России.

### Российская Федерация
По российскому Трудовому праву нормальная продолжительность рабочей недели не может превышать 40 часов. Основной вид рабочей недели, который применяется в России — 5-дневная с двумя выходными днями (суббота и воскресенье). Работодателем может быть установлена 6-дневная рабочая неделя. Понятие рабочего времени определено статьёй 91 Трудового кодекса России, согласно которой это время, в течение которого работник в соответствии с правилами внутреннего трудового распорядка и условиями трудового договора должен исполнять трудовые обязанности, а также иные периоды рабочего времени, которые в соответствии с Трудовым кодексом России, другими федеральными законами и иными правовыми актами России относятся к рабочему времени. Работодатель обязан вести учёт времени, фактически отработанного каждым работником.
Согласно ст. 100 ТК России Особенности режима рабочего времени и времени отдыха работников транспорта, связи и других, имеющих особый характер работы, определяются в порядке, устанавливаемом Правительством России.
В разных календарях указывается, что суббота может быть либо рабочим днём (чёрный цвет), либо выходным (красный цвет). В редких случаях обозначается синим цветом.
Инициативы за уменьшение продолжительности рабочей недели поднимались на сайте РОИ несколько раз, но не набирали необходимого порога голосов в 100 000.
В августе 2019 года чиновниками в ряде законотворческих инициатив, касающихся трудового законодательства, был поставлен вопрос о перспективах введения в России четырёхдневной рабочей недели. Вопрос распределения 40-часовой недельной нагрузки (статья 91 действующего Трудового Кодекса РФ) на эти 4 дня остаётся открытым.
Согласно исследованию сети FinExpertiza на основе данных Росстата, средняя продолжительность рабочей недели резко снизилась до 31 часа 37 минут во втором квартале 2020 года из-за эпидемии ковида, но потом устойчиво росла, достигнув в первом квартале 2023 года 38 часов 30 минут — максимума за период ежеквартальных наблюдений с 2010 года. Причинами роста продолжительности рабочей недели стали: низкая безработица, дефицит кадров и рост загруженности на предприятиях в ряде отраслей, в частности переход на работу две-три смены в сфере ОПК.

## В других странах
В большинстве стран мира рабочая неделя привязана к исторически широко распространённой традиции христианского выходного дня (воскресенья) и продолжается, как правило, с понедельника по пятницу.
В Израиле основным выходным днём является суббота, рабочая неделя начинается в воскресенье и заканчивается в четверг или в пятницу после обеда.
В мусульманских странах (кроме Турции) основным выходным днём является пятница. Рабочая неделя продолжается с субботы до среды (Саудовская Аравия), с субботы до четверга (Иран) либо с воскресенья до четверга (Алжир, Египет, Сирия, Ирак). Объединённые Арабские Эмираты с 1 января 2022 года изменили такой график выходных и приблизили его к западным странам — выходными стали половина пятницы, суббота, воскресенье.

### США

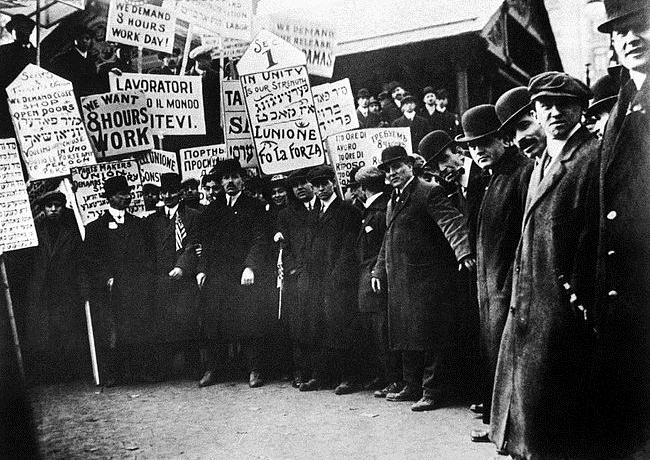
Бастующие рабочие швейных фабрик, Нью-Йорк, США, 1913. год

В начале XIX века обычный рабочий день в США составлял для промышленных рабочих около 14 часов. В 1840 году президент Мартин ван Бюрен специальным актом ограничил 10 часами рабочий день на федеральных общественных работах.
Закон о справедливых трудовых стандартах, принятый в 1938 году, ограничил продолжительность обычной рабочей недели 44 часами и обязал работодателей оплачивать часы сверхурочной работы в полуторакратном размере (Time-and-a-half). Последующие поправки сократили обычную рабочую неделю до 40 часов. Тем не менее, федеральное законодательство США прямо не запрещает работодателям превышать 40-часовую норму для рабочей недели, а лишь требует дополнительной платы за переработку; реальная рабочая неделя в некоторых отраслях и компаниях может значительно превышать 40 часов. В ряде штатов действуют законы, охраняющие права работников в части обязательной сверхурочной работы (англ. mandatory overtime).
Согласно опросу Гэллапа, в 2015 году средняя рабочая неделя в США составляла 34,4 часa с пятью рабочими днями и пятницей как коротким днём. Однако эти цифры включают подростков и другие категории населения, работающие неполную рабочую неделю. Согласно тому же опросу, взрослые американцы, занятые полную неделю, в среднем работали 47 часов в неделю.

## Рабочий день
Рабочий день или День рабочий — обычный, трудовой день рабочей недели, в отличие от выходных и праздничных дней.
Рабочие дни также являются учебными. В более узком смысле, рабочий день — продолжительность рабочего времени в течение дня.

### Виды и типы
По продолжительности рабочего времени рабочие дни бывают:
- Восьмичасовой рабочий день
- Полный рабочий день
- Неполный рабочий день
- Ненормированный рабочий день
- Гибкое рабочее время
- и другие[уточнить].

Дни недели
- Понедельник
- Вторник
- Среда
- Четверг
- Пятница

## Длительность

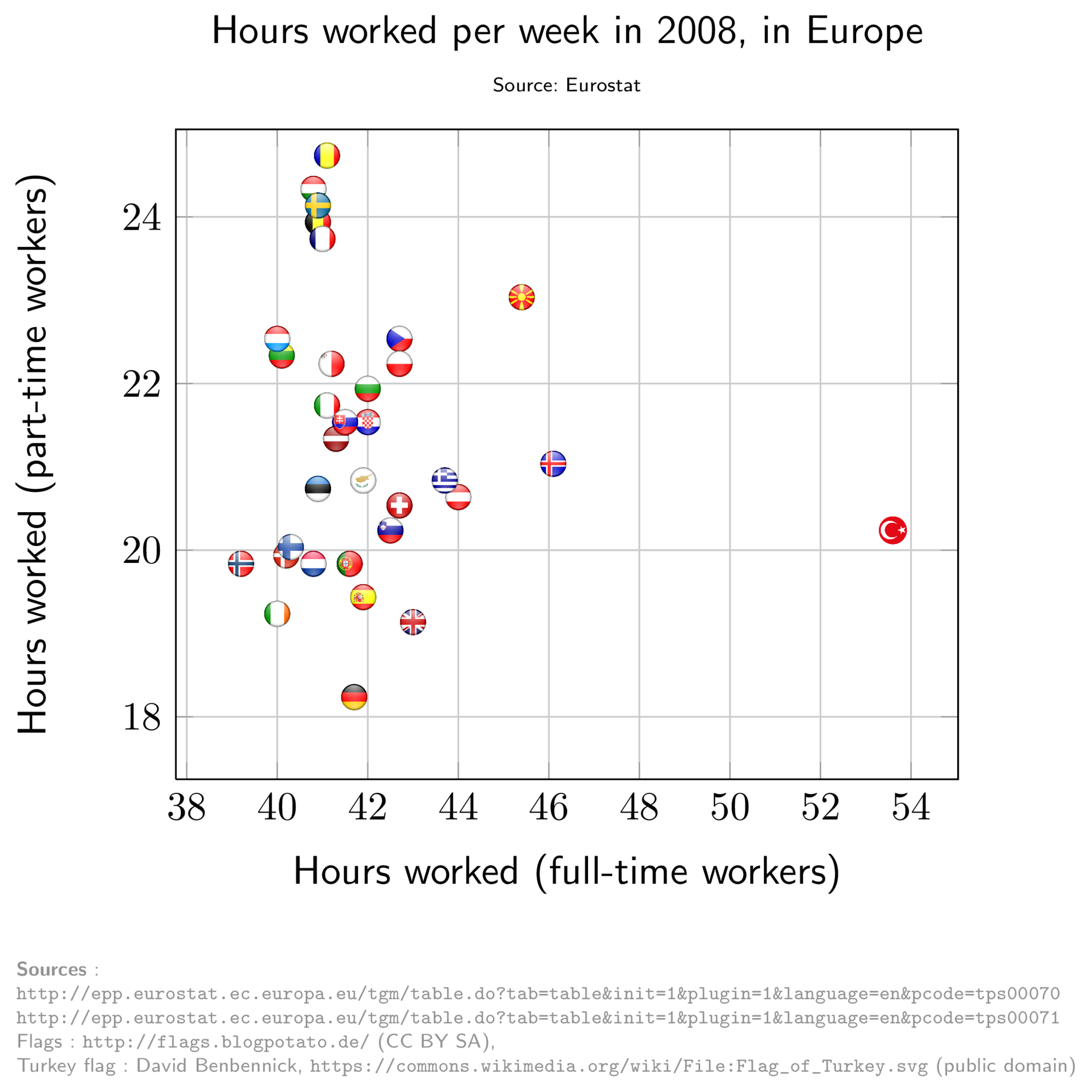
Длительность рабочей недели (полный и неполный день) в европейских странах, 2008 год

Длительность рабочей недели в разных странах:
- Армения — 40 часов;
- Белоруссия — 40 часов;
- Россия — не более 40 часов (при сверхурочной работе прибавка к длительности не должна превышать 4 часов в течение двух дней подряд и 120 часов в год)[18];
- Украина — 40 часов;
- США — не более 40 часов;
- Франция — 35 часов[англ.];
- Германия — 30—40 часов;
- Австрия — 48 часов или 60 часов на добровольной основе[19][20];
- Дания — 37 часов;
- Исландия — 40 часов;
- Великобритания — 35—40 часов;
- Израиль — 38—45 часов.

## Нормальная продолжительность рабочей недели
В большинстве развитых стран средняя продолжительность работы последовательно снижается. В США в конце XIX века средняя рабочая неделя составляла 60 часов. Сегодня средняя продолжительность работы при полной занятости в США не регулируется законом, но обычно составляет не менее 40 часов в неделю. Средняя рабочая неделя с учётом работающих неполную ставку и работников почасового найма в США составляет порядка 33 часов в неделю. Лидерами по наименьшей средней еженедельной продолжительности работы являются Нидерланды с 27 часами и Франция с 35 часами.
Реальная продолжительность рабочей недели снижается в развитых странах. Факторами, которые ведут к снижению средней рабочей недели и улучшению стандартов жизни, стали:
- борьба профсоюзов и рабочих партий за снижение продолжительности рабочего дня и рабочей недели;
- технологические достижения, такие, как механизация, внедрение робототехники и информационные технологии;
- увеличения доли женщин, участвующих в формировании семейного дохода, относительно женщин, основной обязанностью которых является ведение домашнего хозяйства и воспитание детей;
- снижение рождаемости, которое ведёт к снижению общих расходов на воспитание детей.

По последним оценкам, Нидерланды стали первой страной, где средняя рабочая неделя достигла 21 часа.
В 1930 году сэр Джон Мейнард Кейнс предсказывал снижение в будущем продолжительности рабочего времени до 15 часов в неделю. Андре Горц (французский леворадикальный философ и социолог, 1994) рассматривал 25-часовую рабочую неделю как нормальную.
Британская фабрика мысли New Economics Foundation рекомендовала двигаться к 21-часовому стандарту рабочей недели. Это позволит решить проблемы безработицы, выброса СО2, низкого благосостояния, укоренившегося неравенства, переутомления, нехватки времени на семью и общей нехватки свободного времени.
Джульетта Шор (1991) подсчитала, что эффективность американского производства в период с 1950 по 1990 год выросла вдвое. Если условно считать, что прирост производительности труда с учётом НТР и непрерывной модернизации увеличивается с тем же темпом (на самом деле прирост идёт быстрее), то рабочая неделя сейчас могла бы составлять 6,5 часов (при тех же объёмах производства).
В Гётеборге, Швеция, был проведен эксперимент, финансируемый шведским правительством, в доме престарелых Svartedalens, чтобы определить, как сокращение рабочего времени влияет на уход за пациентами и моральный дух сотрудников. Как показали исследования, более короткий рабочий день повышает производительность и делает персонал счастливей. 68 медсёстрам, которые работали по 6 часов, потребовалось вдвое меньше времени, чем в контрольной группе, они были в состоянии сделать на 64 % больше процедур с пожилыми пациентами. Они также в 2,8 раза реже брали отпуск более двух недель, как сообщил Мартин Бенгт, исследователь по проекту.
Учёные австралийского национального университета пришли к выводу, что люди, работающие больше 39 часов в неделю, остаются без отдыха, правильного питания и не успевают должным образом следить за собой, а это подрывает и физическое, и психологическое здоровье. Идеальным временем, которое женщины должны тратить на работу, учёные выбрали 34 часа в неделю, поскольку помимо рабочих задач им приходится решать ещё и домашние вопросы. Согласно британскому научному журналу Lancet, работающие свыше 55 часов в неделю на 33 % более подвержены риску возникновения инсульта и на 13 % — ишемической болезни сердца, а также входят в группу риска по развитию диабета, депрессии, расстройства сна и ранней смерти. Исследователи Стэнфордского университета согласны, что работа более 50 часов в неделю крайне неэффективна.
Количество работы также прямо связано и с возрастом сотрудника. В 2016 году сотрудники Мельбурнского Института прикладных экономических и социальных исследований в Австралии проанализировали влияние длительности работы на когнитивные функции человека. Исследователи провели тесты по чтению, рисованию и памяти с более чем 6000 работниками в возрасте старше 40 лет. Согласно результатам исследования, 25 часов в неделю (неполный рабочий день или три дня в неделю) являются оптимальным количеством рабочего времени. Как указывает ведущий исследователь Колин Маккензи, профессор экономики в университете Кэйо в Токио, «Работа может стимулировать активность мозга и помогает сохранить когнитивные функции пожилых работников („lose it or use it“ гипотеза). Но в то же время чрезмерно продолжительный рабочий день может привести к усталости, физическому и/или психологическому стрессу, которые могут нарушить когнитивные функции».